# Monnina aestuans
Monnina aestuans là một loài thực vật có hoa trong họ Polygalaceae. Loài này được (L.f.) DC. mô tả khoa học đầu tiên năm 1824.